# Sinoxylon pachyodon
Sinoxylon pachyodon är en skalbaggsart som beskrevs av Pierre Lesne 1906. Sinoxylon pachyodon ingår i släktet Sinoxylon och familjen kapuschongbaggar. Inga underarter finns listade i Catalogue of Life.